# 라틴 총대주교
라틴 총대주교는 로마 가톨릭 교회에서 임명한 고대 5대 관구장직중 1054년 이후 교회의 대분열이후로 로마 교회와 결별한 4개 관구에 교황이 임명한 총대주교를 가리킨다.
이들은 해당 관구에서 자치권을 행사하는 총대주교들과는 별개로 존재하며 대부분 십자군시절에 만들어진 것으로 당시 세워진 십자군 왕국들의 종교적 업무를 보고 그 지역의 라틴 교회와 신자들(대부분 십자군 병사들이며 서방에서 온 걸 감안하자면 이들은 당연히 교황에 충성하는 가톨릭 신자들이었다.)을 관리하는 명목으로 세워졌다.
첫 번째로 세워진 라틴 총대주교직은 안티오키아의 총대주교직이며 뒤를 이어 예루살렘, 콘스탄티노플 그리고 알렉산드리아에 차례로 총대주교들이 임명되었다.
그러나 이 총대주교직은 이미 관구내에 정착해있던 동방 정교회의 세력에 크게 미치지 못했고 사실상 이름뿐인 명의 주교직에 가까운 것이었다. 그리고 십자군이 종결되고 십자군왕국들이 소멸된 후에는 총대주교좌가 해당 관구 내에조차 정착하지 못하고 로마의 여러 성당으로 옮겨지게 되어 베네치아 총대주교나 리스본 총대주교와 같은 명예직으로 그 위상이 떨어지게 된다.

## 목록

### 사도로부터 내려오던 5대 총대주교
- 로마 총대주교(현 가톨릭교회 교황)
- 예루살렘 총대주교 : 예루살렘 라틴 총대주교는 또한 성묘 기사단의 기사단장을 겸임하고 있다. 현재 총대주교는 파우드 트왈 총대주교 (재임 : 2008 - 2016)이후 공석이었다가 2020년 10월 15일  총대주교서리였던 피에르바티스타 피차발라 대주교가 총대주교로 임명되었다.
- 콘스탄티노폴리스 총대주교(명의, 중지) : 1204년 토마소 모로시니 총대주교를 시작으로 안토니오 아나스타시오 로씨 총대주교가 1927년부터 1948년까지 재위하였다. 1964년 직위 중지.
- 알렉산드리아 총대주교(명의, 중지) : 4개의 라틴 총대주교중 하나였으나 1964년 직위 정지. 마지막 총대주교는 루카 파세토 총대주교였으며 1950년부터 1954년까지 재위하였다. 산 파올로 푸오리 레 무라 대성전에 총대주교좌가 있었다.
- 안티오키아 총대주교(명의, 중지) : 로마의 산타 마리아 마조레 대성전에 자리잡은 명의 총대주교직이었으나 총대주교는 로베르토 빈센티니 총대주교이며 1925년부터 1953년까지 재위하였다. 1964년 직위 중지.

### 그 외의 총대주교
- 베네치아 총대주교
  - 아퀼레이아 총대주교(명의,폐지) 1751년 우디네 대주교구와 고르치아 대주교구로 분리, 대치되었다. 이 명칭은 현재 베네치아의 총대주교에게 부여한다.
  - 그라도 총대주교(명의,폐지) Domenico Michiel (1445–1451)를 마지막으로 베네치아 교구에 속하게 되었다.
- 리스본의 총대주교

- 카르타고의 총대주교(현재 튀니스의 대주교로 대치)
- 동인도의 총대주교
- 서인도의 총대주교(명의, 1963년 이래 공석)

## 현재
때문에 이 총대주교직은 여러차례 임명과 공석을 반복하다가 1964년과 65년에 동방가톨릭의 통합 및 정교회와의 일치를 위하여 대부분의 라틴 총대주교직은 중지(suppressed) 및 공석 상태이다.